# فارغ‌التحصیل

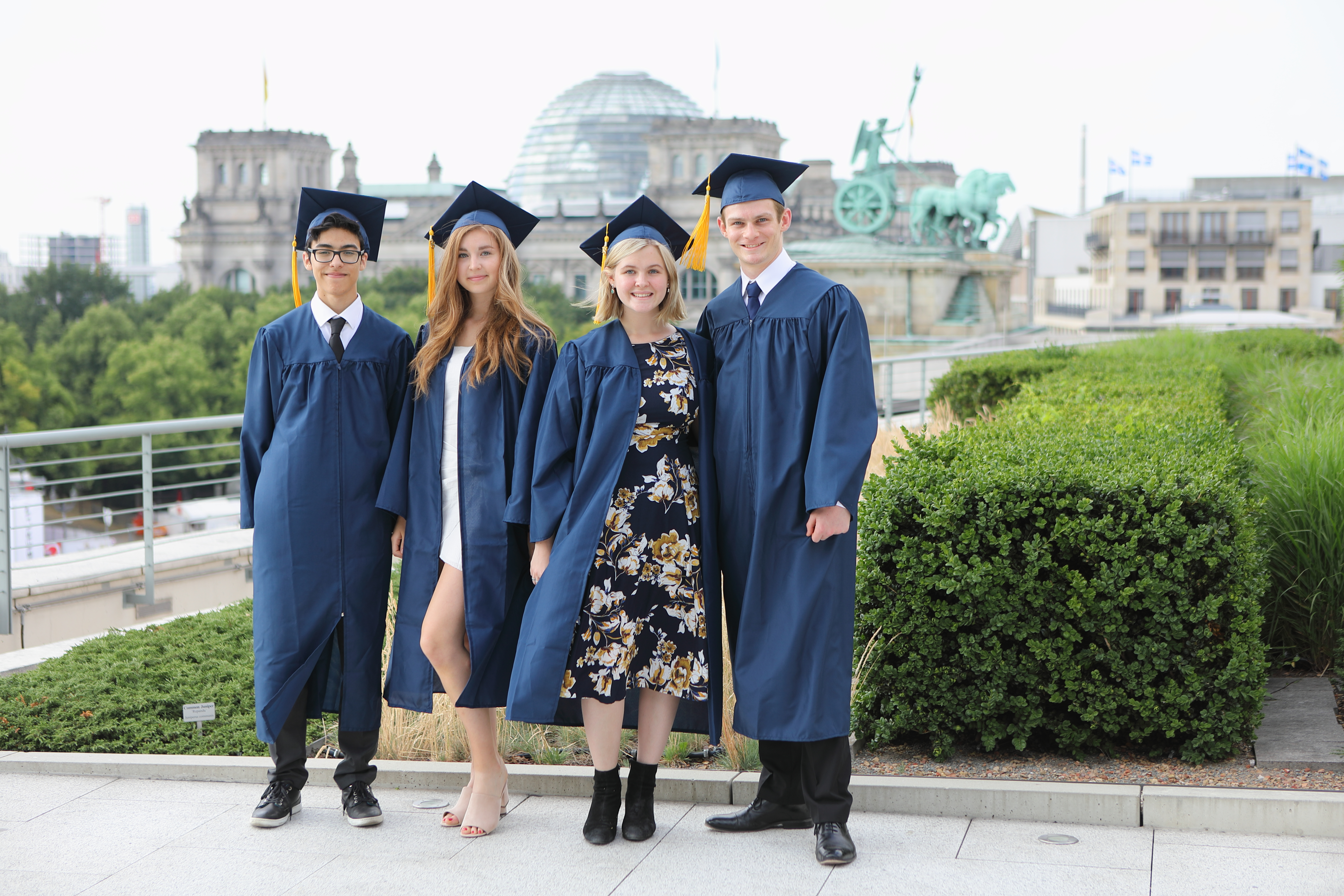
عکس چهار فارغ‌التحصیل

فارغ‌التحصیل یا دانش‌آموخته که در انگلیسی با واژه‌های alumnus (‎/əˈlʌmnəs/‎; مذکر، جمع: alumni ‎/əˈlʌmnaɪ/‎) یا alumna (‎/əˈlʌmnə/‎; مؤنث، جمع: alumnae ‎/əˈlʌmniː/‎) شناخته می‌شود، به محصل، دانش‌آموز یا دانشجوی پیشین یک مدرسه، مؤسسه آموزشی یا دانشگاه گفته می‌شود. همچنین در زبان انگلیسی، واژه Alumnus، می‌تواند به معنی عضو یا کارمند پیشین یک گروه یا سازمان، شریک یا هم‌بندی سابق هم به کار رود. بهتر است که این واژه متفاوت از «فارغ‌التحصیل (در انگلیسی: Graduate)» تعریف شود؛ چرا که فردی می‌تواند دانش‌آموخته یک مرکز فرهنگی باشد، اما از آنجا فارغ‌التحصیل نشده باشد. با این وجود، این دو واژه گاهی جای یکدیگر به کار می‌روند.